# 內馬尼亞·戈蒂奇
內馬尼亞·戈蒂奇（1988年9月25日—）是一位波黑籃球運動員。他現在效力於克羅地亞球隊薩格勒布。他也代表波黑國家籃球隊參賽。